# Meekranz

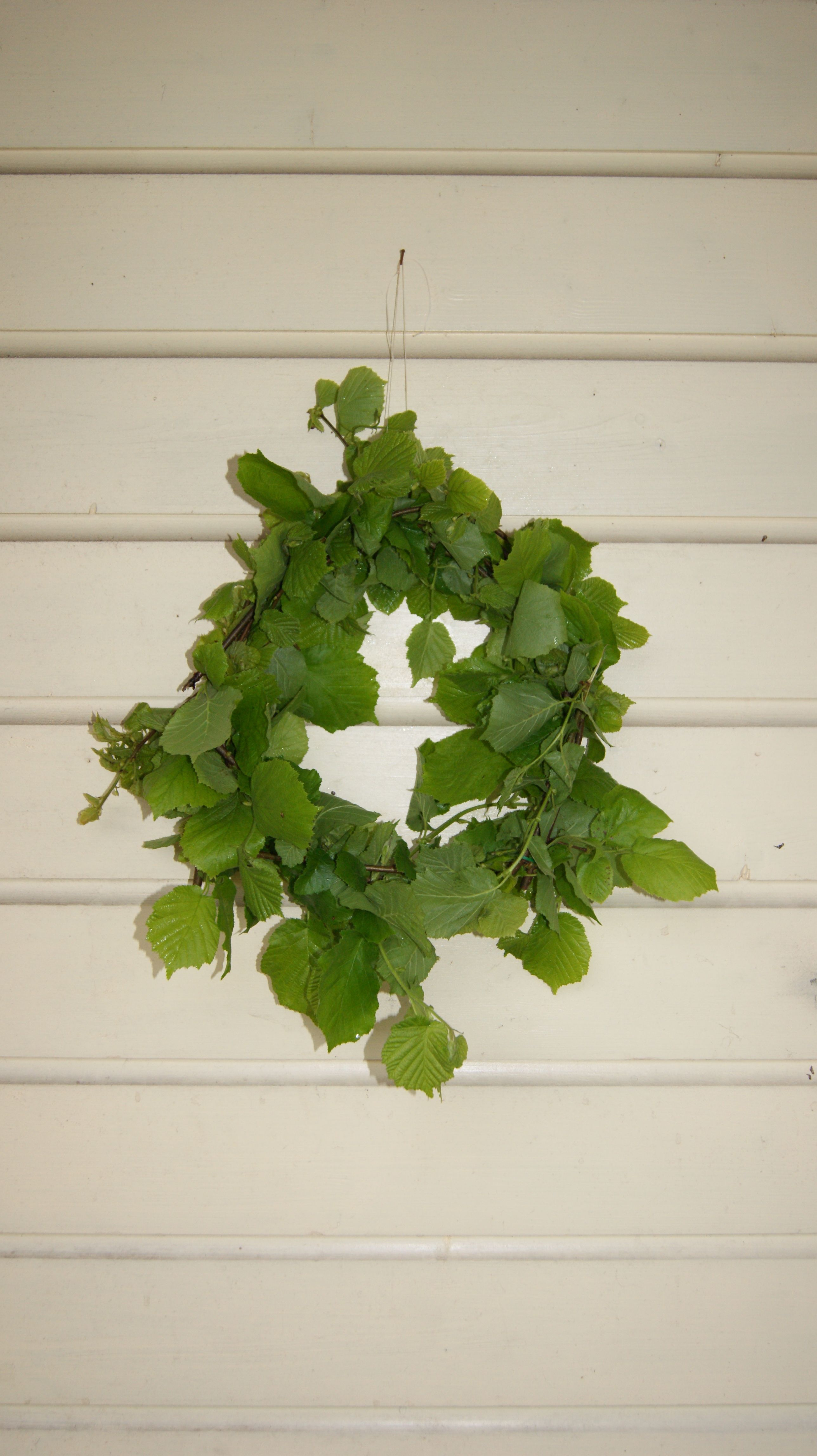
Meekranz aus Hasel.

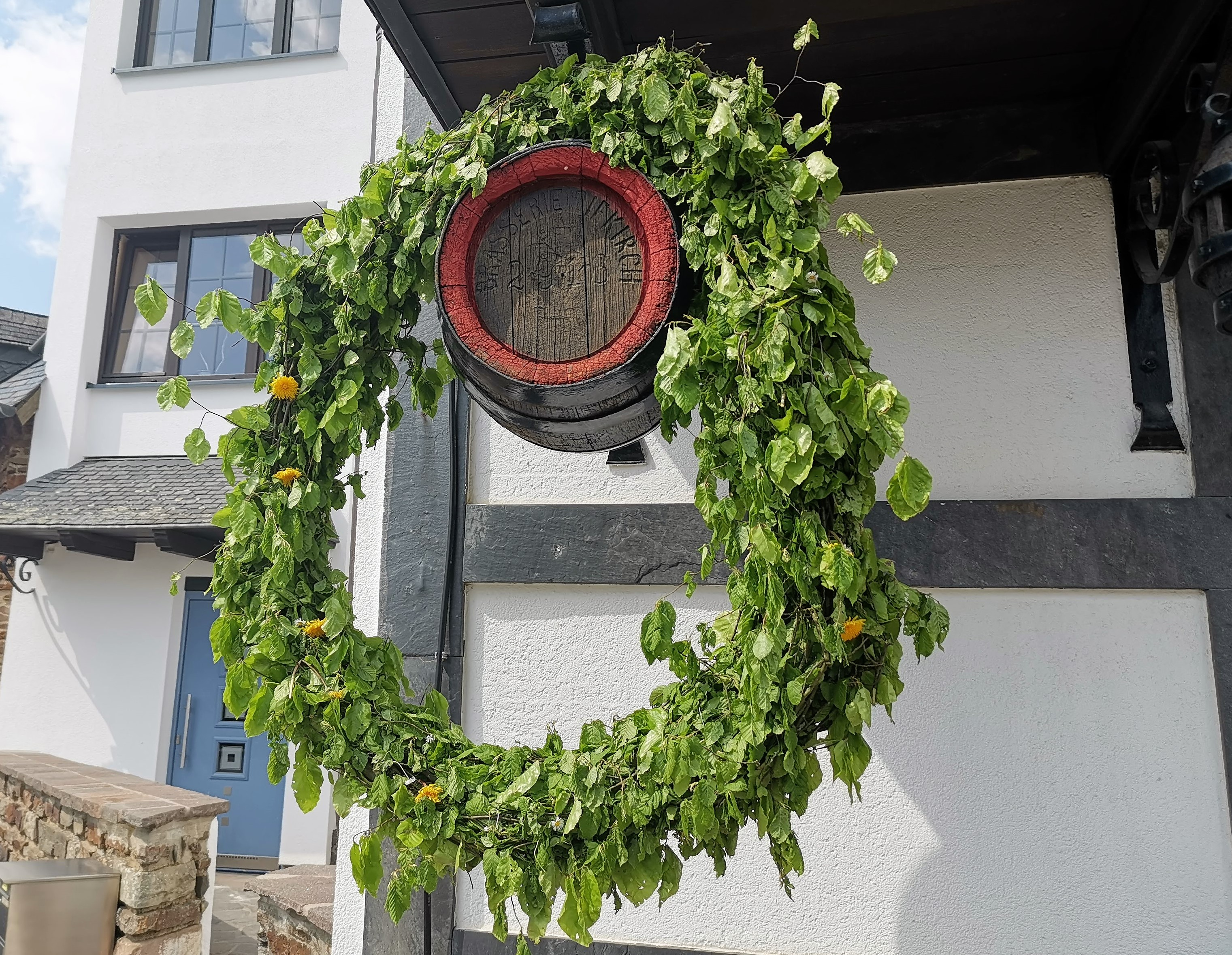
Meekranz zu Wuelessen, Restaurant „Beim Bertchen“

Der Meekranz (dt. wörtl.: Maikranz) bezeichnet auf Luxemburgisch einen händisch geflochtenen Kranz aus jungem Laub. Traditionell werden diese Kränze in Luxemburg am 1. Mai von Vereinsmitgliedern (z. B. Pfadfinder oder Jugend-, Sport-, Musikvereinen etc.) am frühen Morgen gesammelt und hergestellt. Dabei steht vor allem das gesellige Zusammensein im Vordergrund.
Der Meekranz wird regelmäßig an Fassaden oder über einer Türe aufgehängt und hat in der Regel etwa 80 cm bis 1,2 Meter im Durchmesser.

## Wortherkunft
Das Wort „Mee“ bedeutet im Luxemburgischen Mai. Nach Adelung hat May (Mai) im Oberdeutschen die Bedeutung von „grünem Büschel“, „einen Strauß aus Trieben“. „Kranz“ wird in der Bedeutung „Ring“, „Reif“, „kreisförmiges Ding“ verwendet.

## Geschichte
Der Meekranz ist ein Jahrhunderte altes Symbol für den Frühling und Glück, ähnlich wie unter anderem in Deutschland Maibäume aufgestellt oder in Frankreich am Straßenrand Maiglöckchen verkauft werden.
Maibräuche, wie der Meekranz, werden auf heidnische Opferfesten, die in die christlichen Gepflogenheiten übernommen wurden, zurückgeführt. Diese wurden ausgeübt, um z. B. schlechte Geister fernzuhalten. Es wurden dazu auch Maibäume aufgestellt, gesegnete Kräuter und geweihte Palmzweige ausgestreut, mit Kreide große Kreuze auf die Türen gezeichnet und Zimmer mit Weihwasser besprengt (von dem man zum Schluss auch selber trank).